# Максимилиан Баденский (1796—1882)
Максимилиан Баденский (нем. Maximilian von Baden; 8 декабря 1796, Ансбах — 6 марта 1882, Карлсруэ) — баденский принц. До 1817 года, носил титул графа Гохберг.

## Биография
Максимилиан родился 8 декабря 1796 года. Он был самым младшим ребёнком Карла Фридриха Баденского (1728—1811) и его второй супруги Луизы Каролины Гейер фон Гейерсберг (1768—1820). У него было 4 родных и 5 сводных братьев и сестёр.
Он получил образование в Карлсруэ. Из-за происхождения его матери, он и его братья и сестра носили титулы графов Гохберг. В 1817 году, из-за династического кризиса в Бадене, великий герцог Карл (1786—1818), предоставил ему и его братьям династические права. В 1830 году, родной брат Максимилиана, Леопольд Баденский (1790—1852), унаследует престол.
16 марта 1813 года он поступил на военную службу, в звании майора в драгунский полк «фон Гойзау» Баденской армии. Первоначально в составе генерального штаба баденских войск, он принял участие в Наполеоновских войнах на стороне Франции. Во время уличных боёв, Максимилиан упал с лошади и попал в плен, который провел в Берлине, а затем в Нойруппине. После того как Баден перешел на сторону анти-французской коалиции, он был освобождён и в знак признания, был назначен командиром эскадрона в драгунском полку «фон Гойзау». На этой должности, он принимал участие в осадах Страсбурга и Келя. Во время осад, был тяжело ранен саблей в голову и ножом в плечо. В знак признания, Максимилиан был отмечен в армейском отчете и награжден Военным орденом Карла Фридриха «За заслуги».
В начале 1816 года он был произведен в подполковники. 11 февраля 1821 года Максимилиан стал полковником, а 14 февраля 1826 года — командующим Garde du Corps. В 1830 году ему было поручено командовать Баденской кавалерийской бригадой, состоявшей из трёх полков, а через 10 лет он стал командиром Баденской пехотной дивизии, в звании генерал-лейтенанта.
31 марта 1848 года, великий герцог Леопольд Баденский, назначил Максимилиана командиром мобильной баденской армейской дивизии. В связи с революцией 1848 года, либеральные представители Баденской сословной палаты пришли к выводу, что князья правящего дома не подходят для того, чтобы возглавить войска против внутренних беспорядков. Максимилиан последовал совету и попросил своего брата, великого герцога Леопольда, назначить временного заместителя для командования баденской мобильной дивизией, на период беспорядков. Леопольд Баденский назначил командующим Фридриха фон Гагерна, 14 апреля 1848 года. Уже через 10 дней, он погиб в битве на Шайдеке. 24 апреля 1848 года великий князь назначил преемником Гагерна, Фридриха Гофмана.  Гофман был командующим до мая 1849 года. После подавления баденской революции, баденская армия была первоначально расформирована, однако через восстановлена. В 1850–1852 годах. Максимилану было поручено командовать баденской армией.
Помимо военной карьеры, Максимилиан также преследовал сельскохозяйственные интересы. В 1835 году он приобрел Абтсгрундхоф, на острове на Рейне, недалеко от Карлсруэ. Он приказал обработать приобретенную территорию и соединил три оставшихся острова друг с другом.
С 1819 года и до своей смерти, Максимилиан был членом Первой палаты Ассамблеи сословий Бадена, как принц Великогерцогского дома. Максимилиан умер в возрасте 85 лет, 6 марта 1882 года. Он был похоронен в Великокняжеской могильной часовне в Карлсруэ.

## Личная жизнь
Максимилиан никогда не был женат. Тем не менее от отношений с Доротеей Уайт (1802—1850), у него была внебрачная дочь:
- Эрнестина Уайт (20 августа 1830 — 7 января 1858), в 1843 году, Леопольд Баденский дал ей титул графини Нойенфельс. В 1856 году вышла замуж за некого герцога Бевилаква. Детей у них не было.[9]

## Награды
В 1835 году российский император Николай I, наградил Максимилиана орденом Святой Анны 1-й степени.